# Conches-en-Ouche
Pour les articles homonymes, voir Conches et Ouche.
Conches-en-Ouche est une commune française située dans le département de l'Eure, en région Normandie.
Elle est remarquable par sa situation dans le  pays d'Ouche en Normandie ainsi que par son patrimoine naturel et ses monuments historiques.

## Géographie

### Localisation
Ville du département de l’Eure en Normandie, Conches se situe entre plaines et forêts, à mi-chemin entre Paris et la mer. Les guides touristiques considèrent Conches comme la capitale du pays d'Ouche si tant est qu'on puisse attribuer une capitale à cette contrée. Elle est en tout cas la 2e ville la plus peuplée du pays d'Ouche après L'Aigle et bénéficie d'une forte croissance démographique pendant environ cinquante ans (1954-2006), favorisée par la situation de la gare de Conches à une heure et demie environ de celle de Paris-Saint-Lazare.
Cette commune est bordée par la grande forêt de Conches. Ses vieilles maisons et ses vestiges du passé qui en font un centre touristique ne l’empêchent pas d’être dynamique. Conches abrite notamment le premier collège et lycée équestre de France, agréé par l’Éducation nationale. Conches accueille aussi de nombreuses entreprises et commerçants et dispose d’équipements publics modernes et de capacités d’hébergement et de restauration.
La ville se trouve dans l'aire d'attraction d'Évreux ainis que dans sa zone d'emploi. Elle est la ville-centre de son Unité urbaine en France et de son bassin de vie.

### Communes limitrophes
Les communes limitrophes sont Beaubray, Burey, Louversey, Nagel-Séez-Mesnil et Le Val-Doré.
|               | Louversey, Burey                 | Saint-Élier                                               |
| Sainte-Marthe | Conches-en-Ouche                 | Le Val-Doré (comm. dél. du Fresne)                        |
|               | Sainte-Marthe, Nagel-Séez-Mesnil | Le Val-Doré (comm. dél. du Mesnil-Hardray) (par un angle) |

### Géologie et relief
La superficie de la commune est de 16,72 km2 ; son altitude varie de 100  à   173 mètres. 
La ville est située sur un éperon dominant la vallée du Rouloir.

### Hydrographie
La commune est située dans le bassin Seine-Normandie. Elle est drainée par le Rouloir, un bras du Rouloir, le cours d'eau 03 de la Forge et divers autres petits cours d'eau,.
Le Rouloir, d'une longueur de 49 km, prend sa source dans la commune de Saint-Ouen-sur-Iton et se jette  dans un bras de l'Iton à Glisolles, après avoir traversé 15 communes.Les caractéristiques hydrologiques de le Rouloir sont données par la station hydrologique située sur la commune de Glisolles. Le débit moyen mensuel est de 0,917 m3/s. Le débit moyen journalier maximum est de 3,12 m3/s, atteint lors de la crue du 7 juin 2018. Le débit instantané maximal est quant à lui de 3,17 m3/s, atteint le 6 juin 2018.

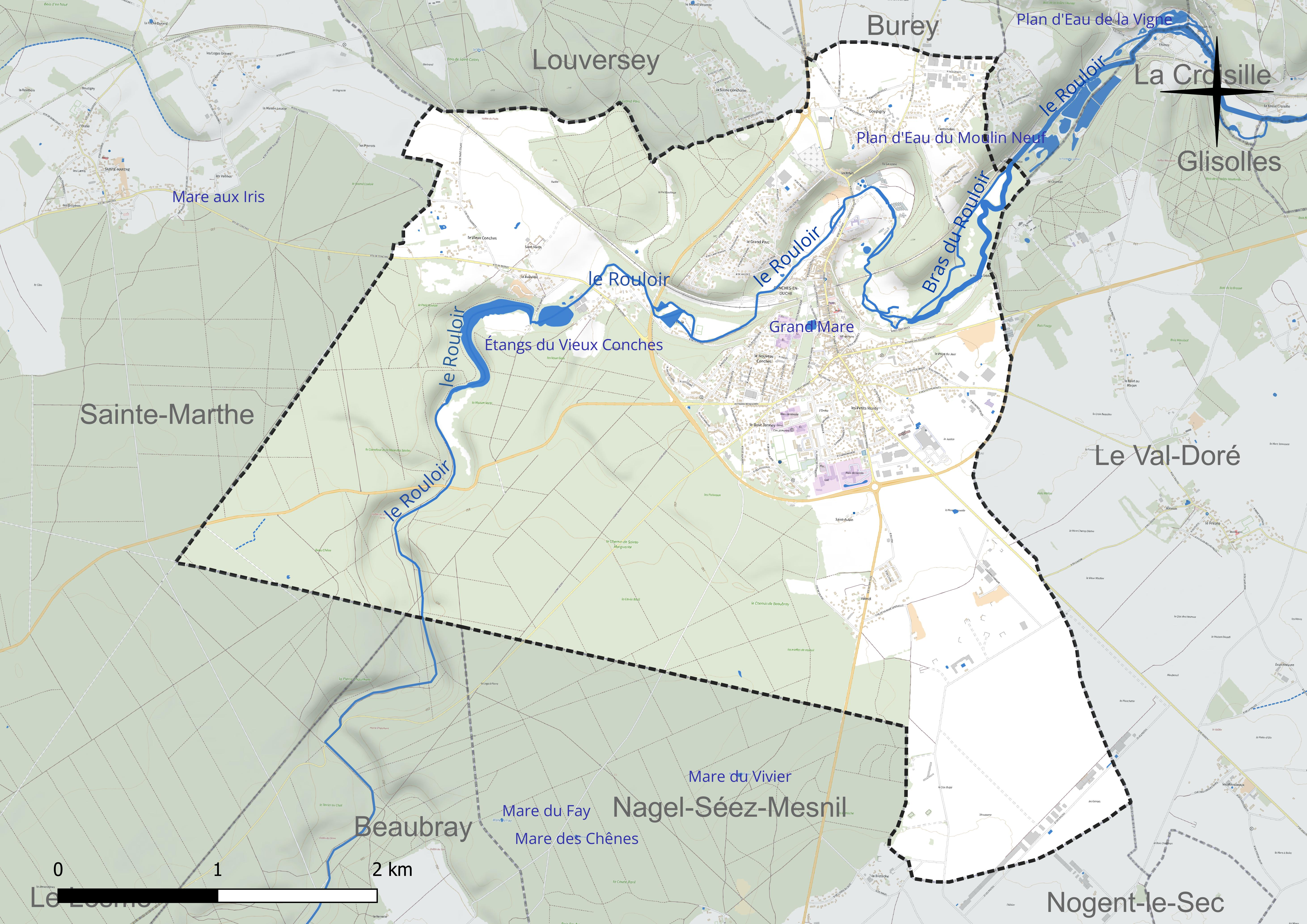
Réseau hydrographique de Conches-en-Ouche.

Quatre plans d'eau complètent le réseau hydrographique : la Grand'Mare (0,3 ha), le plan d'eau de la Forge (0,9 ha), les étangs du Vieux Conches (6,9 ha) et l'étang (0,2 ha),.

### Climat
Pour des articles plus généraux, voir Climat de la Normandie et Climat de l'Eure.
En 2010, le climat de la commune est de type climat océanique dégradé des plaines du Centre et du Nord, selon une étude du CNRS s'appuyant sur une série de données couvrant la période 1971-2000. En 2020, Météo-France publie une typologie des climats de la France métropolitaine dans laquelle la commune est exposée à un climat océanique et est dans la région climatique Côtes de la Manche orientale, caractérisée par un faible ensoleillement (1 550 h/an) ; forte humidité de l’air (plus de 20 h/jour avec humidité relative > 80 % en hiver), vents forts fréquents. Parallèlement le GIEC normand, un groupe régional d’experts sur le climat, différencie quant à lui, dans une étude de 2020, trois grands types de climats pour la région Normandie, nuancés à une échelle plus fine par les facteurs géographiques locaux. La commune est, selon ce zonage, exposée à un « climat des plateaux abrités », correspondant aux plaines agricoles de l’Eure, avec une pluviométrie beaucoup plus faible que dans la plaine de Caen en raison du double effet d’abri provoqué par les collines du Bocage normand et par celles qui s’étendent sur un axe du Pays d'Auge au Perche.
Pour la période 1971-2000, la température annuelle moyenne est de 10,4 °C, avec  une amplitude thermique annuelle de 14,3 °C. Le cumul annuel moyen de précipitations est de 682 mm, avec 10,8 jours de précipitations en janvier et 8,2 jours en juillet. Pour la période 1991-2020, la température moyenne annuelle observée sur la station météorologique la plus proche, située sur la commune de Breteuil à 14 km à vol d'oiseau, est de 11,1 °C et le cumul annuel moyen de précipitations est de 698,2 mm,. Pour l'avenir, les paramètres climatiques de la commune estimés pour 2050 selon différents scénarios d’émission de gaz à effet de serre sont consultables sur un site dédié publié par Météo-France en novembre 2022.

### Milieux naturels et biodiversité
La commune dispose d'un patrimoine naturel important.

#### Natura 2000
- Les étangs et mares des forêts de Breteuil et Conches[18].

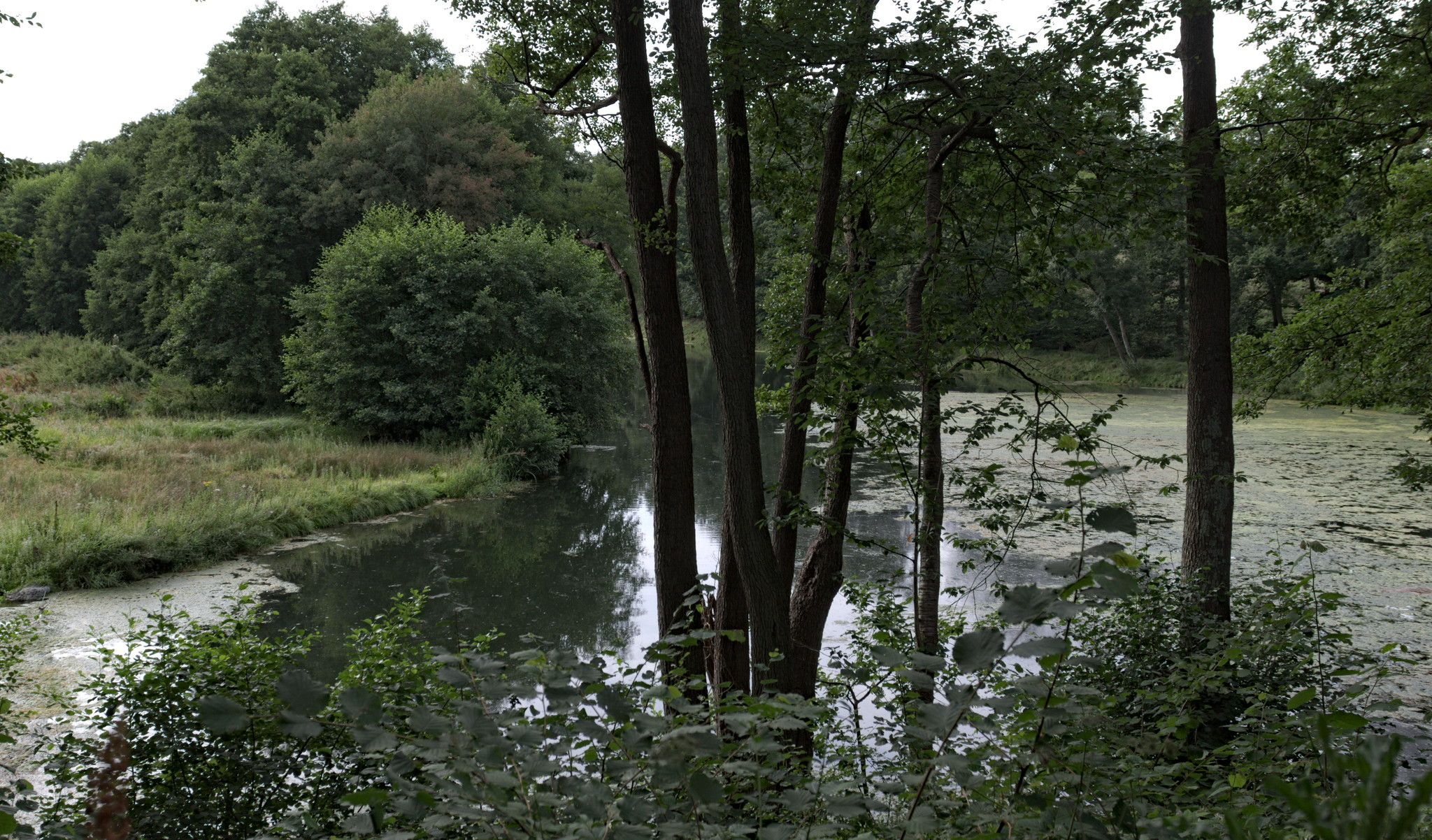
Étangs du Vieux-Conches
- -

#### ZNIEFF de type 1
- La mare du chemin du marteau[19].
- Les bords de la RD 830[20].
- Le pré bourbeux[21].
- La vallée du Rouloir à Conches-en-Ouche[22].
- La vallée du Lême[23].

#### Site classé
- Le parc du vieux château avec sa porte d'entrée  Site classé (1940)[24].

#### Sites inscrits
- Les terrains autour du donjon et de l'église  Site inscrit (1934)[25].
- Les étangs du Vieux-Conches  Site inscrit (1934)[26].

## Urbanisme

### Typologie
Au 1er janvier 2024, Conches-en-Ouche est catégorisée bourg rural, selon la nouvelle grille communale de densité à 7 niveaux définie par l'Insee en 2022.
Elle appartient à l'unité urbaine de Conches-en-Ouche, une agglomération intra-départementale dont elle est ville-centre,. 
Par ailleurs la commune fait partie de l'aire d'attraction d'Évreux, dont elle est une commune de la couronne,. Cette aire, qui regroupe 108 communes, est catégorisée dans les aires de 50 000 à moins de 200 000 habitants,.

### Occupation des sols

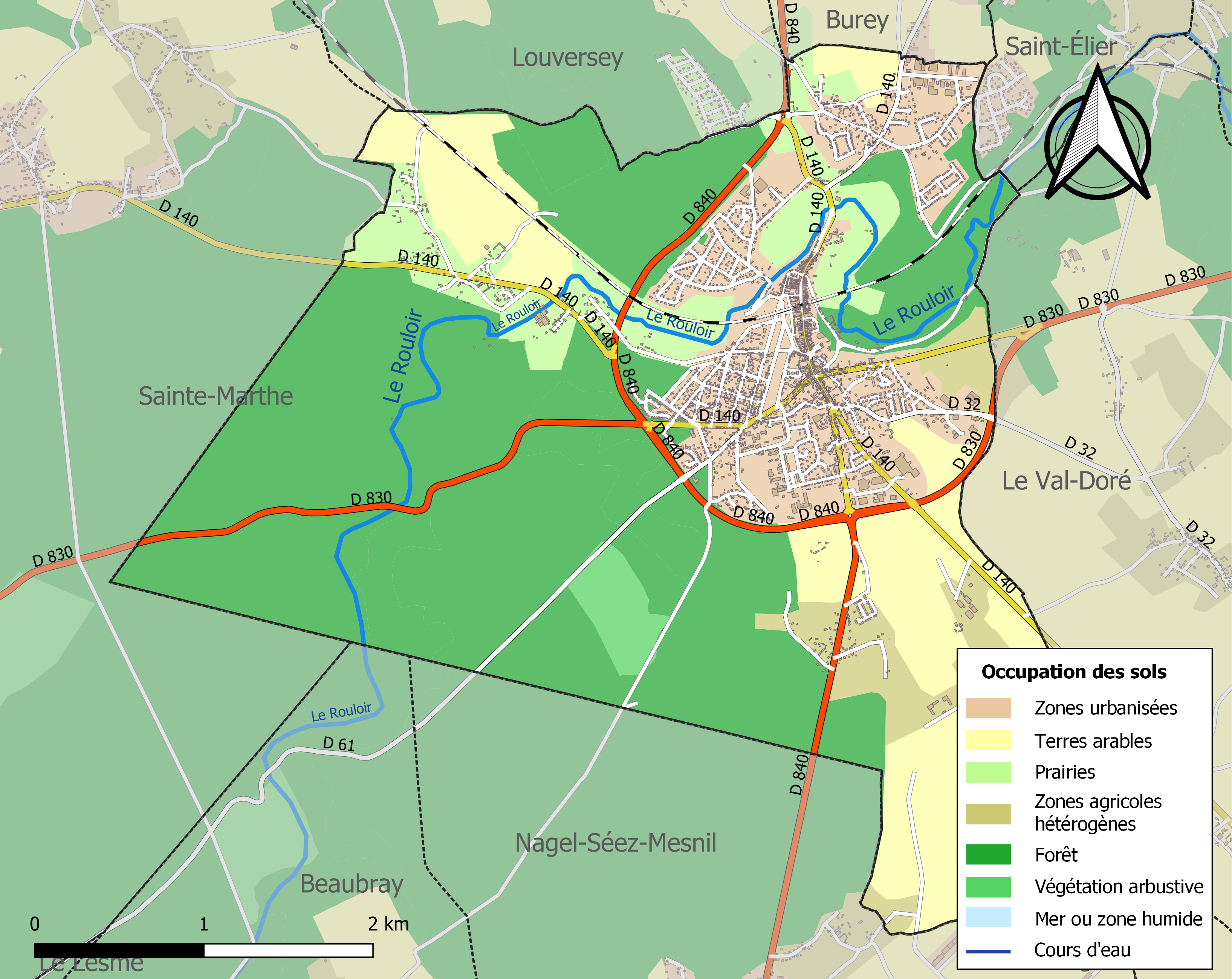
Carte des infrastructures et de l'occupation des sols de la commune en 2018 (CLC).

L'occupation des sols de la commune, telle qu'elle ressort de la base de données européenne d’occupation biophysique des sols Corine Land Cover (CLC), est marquée par l'importance des forêts et milieux semi-naturels (52 % en 2018), en diminution par rapport à 1990 (53,3 %). 
La répartition détaillée en 2018 est la suivante : forêts (50,4 %), terres arables (18,6 %), zones urbanisées (15,6 %), prairies (8,2 %), zones agricoles hétérogènes (4,8 %), milieux à végétation arbustive et/ou herbacée (1,5 %), zones industrielles ou commerciales et réseaux de communication (0,8 %).
L'IGN met par ailleurs à disposition un outil en ligne permettant de comparer l’évolution dans le temps de l’occupation des sols de la commune (ou de territoires à des échelles différentes). Plusieurs époques sont accessibles sous forme de cartes ou photos aériennes : la carte de Cassini (XVIIIe siècle), la carte d'état-major (1820-1866) et la période actuelle (1950 à aujourd'hui).

### Habitat et logement
En 2021, le nombre total de logements dans la commune était de 2 584, alors qu'il était de 2 577 en 2016 et de 2 450 en 2011. 
Parmi ces logements, 87,5 % étaient des résidences principales, 2,9 % des résidences secondaires et 9,6 % des logements vacants. Ces logements étaient pour 71,2 % d'entre eux des maisons individuelles et pour 28,7 % des appartements. 
Le tableau ci-dessous présente la typologie des logements à Conches-en-Ouche en 2021 en comparaison avec celle de l'Eure et de la France entière. Une caractéristique marquante du parc de logements est ainsi la faible proportion des résidences secondaires et logements occasionnels (2,9 %) par rapport au département (6,2 %) et à la France entière (9,7 %). 
| Typologie                                               | Conches-en-Ouche | Eure | France entière |
| ------------------------------------------------------- | ---------------- | ---- | -------------- |
| Résidences principales (en %)                           | 87,5             | 85,8 | 82,2           |
| Résidences secondaires et logements occasionnels (en %) | 2,9              | 6,2  | 9,7            |
| Logements vacants (en %)                                | 9,6              | 8    | 8,1            |

### Voies de communication et transports

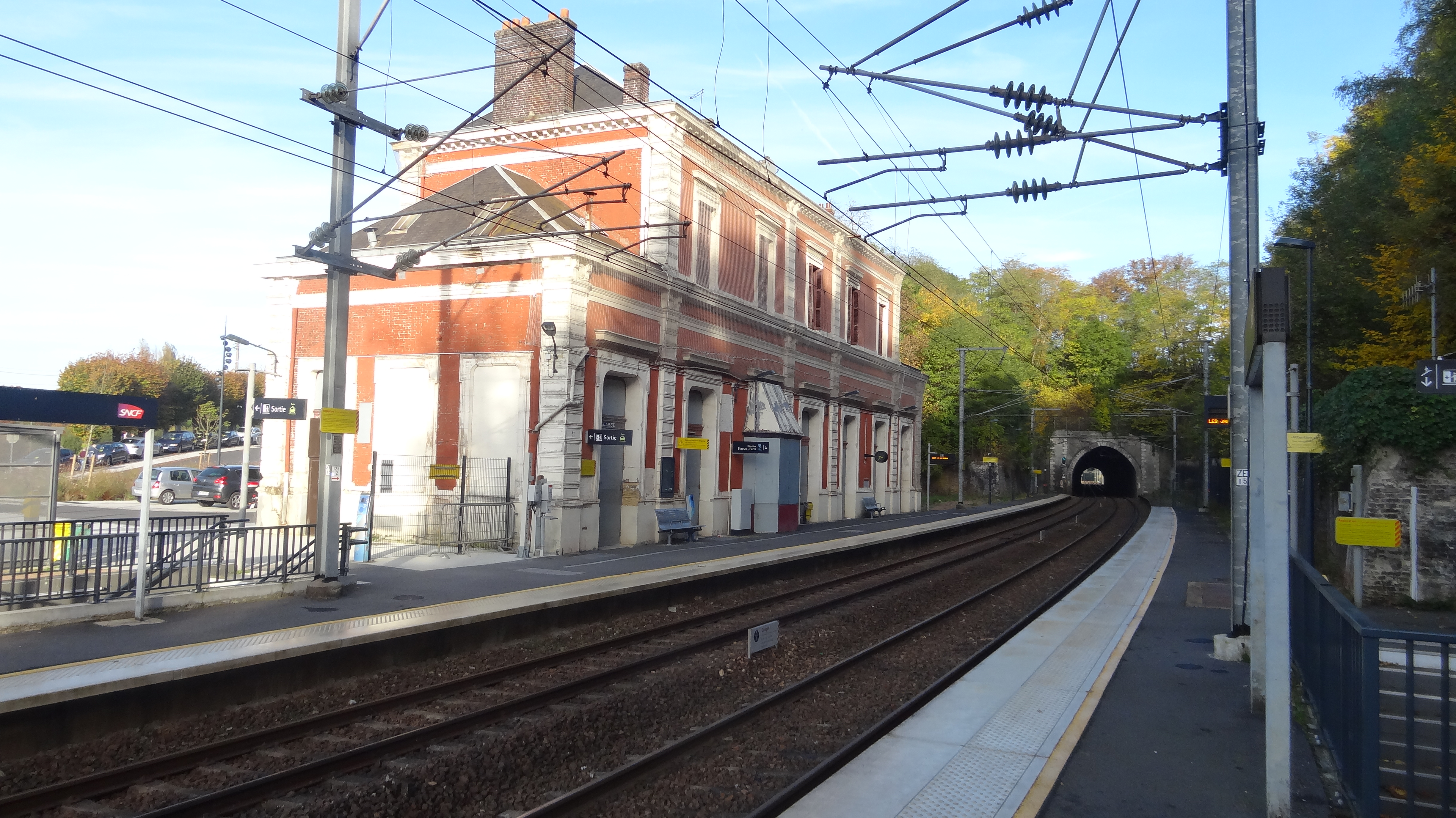
La gare.

La ville se trouve à l'intersection des anciennes routes nationales RN 830 et 840 (actuelles RD 830 et 840), reliées par une rocade qui la contournent partiellement et lui donnent un accès aisé à Évreux, Verneuil d'Avre et d'Iton, L'Aigle et Le Neubourg.
La gare de Conches est desservie par des trains TER Normandie (relations de Caen à Évreux-Normandie, et de Paris-Saint-Lazare à Lisieux et à Serquigny.

## Toponymie
Conches, autrefois Châtillon, attesté sous les formes, Castellio (1035) ; Chastillon (1419) ; Conchæ alias Castellio est le nom qui a précédé le nom actuel de la ville de Conches et qui est resté longtemps une petite bourgade sise à l’extrémité de la colline qu’occupe la ville actuelle.
Le nom actuel de la localité est attesté sous les formes Conchis en 1035; Conchæ en 1119 (Orderic Vital); Versus Conches, Conchia en 1200; Apud Conchas en 1207; Conche en 1248 (cartulaire d’Artois); Conchiæ en 1263 (coutumier des forêts de Hector de Chartres).
Au cours de la Révolution française, la commune porte provisoirement le nom de La Montagne-de-Conches
La commune était simplement désignée sous le nom de Conches, appellation encore fréquemment utilisée dans le langage courant. Nom ancien pour des petits mollusques des marais aux coquilles en forme de conques, il a sans doute été interprété comme une forme normano-picarde, d'où cet hypercorrectisme en conche.
D'après les registres d'état civil, le déterminant complémentaire -en-Ouche a été officialisé à une date inconnue, estimée entre 1913 et 1943.
Le pays d'Ouche est un pays normand qui comprend le nord-est du département de l'Orne et le sud-ouest de celui de l'Eure.
La commune était autrefois l'exact homonyme de l’actuelle Conches-sur-Gondoire (Seine-et-Marne) qui n’a, quant à elle, reçu un déterminant complémentaire qu’en 1993.

## Histoire

### Moyen Âge
L’histoire de Conches commence vers 1034, lorsque les seigneurs de Tosny, dont l'origine reste obscure, héritent de ce fief alors appelé Castellio en latin médiéval.
En ces temps de pèlerinages, les seigneurs de Tosny participent à l'un des plus grands : celui de Saint-Jacques-de-Compostelle, en Espagne. C’est sur le chemin d'un de ces voyages que Roger Ier de Tosny s’arrète à Conques-en-Rouergue, ville située à la croisée de deux itinéraires vers Saint-Jacques de Compostelle. On y célébrait ardemment le culte de sainte Foy, martyre d’Agen. Roger y aurait obtenu la guérison de sa femme, en aurait rapporté des reliques de la sainte et, en action de grâce, aurait fait construire une église lui étant dédiée à Castellio qui prit alors le nom de « Conches ». Conque est un nom ancien pour coquille et, dans le cas présent, pour coquille Saint-Jacques (saint Jacques le Majeur), la ville de Conques-en-Rouergue étant située sur les routes de Saint Jacques-de-Compostelle. Conque a sans doute été interprété comme une forme normano-picarde, d'où cet hypercorrectisme en conche. Par la suite, elle devint également une étape régionale importante du pèlerinage de Saint-Jacques-de-Compostelle.
Les Tosny construisent la forteresse et son donjon, entourent la ville de murailles et construisent une abbaye bénédictine, Saint-Pierre de Castillon, au modeste rayonnement.
Après la conquête de la Normandie par Philippe Auguste en 1204, ce dernier dépouille les Tosny au profit de son cousin Robert Ier de Courtenay-Champignelles, à qui il donne la forteresse de Conches en récompense, avec celle de Nonancourt. Elle resta un fief important de la Maison de Courtenay, passant ensuite à son fils aîné Pierre. Après la mort de ce dernier à la croisade d'Égypte, les fiefs normands de la famille passèrent à sa fille Amicie, qui les apporta en dot à Robert II d'Artois. Conches passa alors dans le giron de la Maison d'Artois.
Conches-en-Ouche fut un fief de Robert III d'Artois, l’homme qui participe avec les Anglais à la guerre de Cent Ans, dont Maurice Druon, dans sa saga historique Les Rois maudits, fait le déclencheur du conflit. La ville subit la chevauchée d'Henri de Lancastre en 1356.
En 1354 au traité de Mantes, la ville et sa forteresse sont données par le roi de France Jean II le Bon au roi Charles II de Navarre, dit le Mauvais, avec le comté de Beaumont-le-Roger, la vicomté de Pont-Audemer et le Clos du Cotentin. Charles II confie la ville au captal de Buch Jean de Grailly, qui la confie à son tour à son oncle Archambaud. Prétextant du fait que le captal était passé aux Anglais, Bertrand du Guesclin assiège Conches en 1371. Un accord est signé le 4 février 1371 et les Navarrais évacuent la ville. Cette reddition sept ans avant la conquête des biens du roi de Navarre par Charles V permet à Conches de ne pas être détruite comme les autres forteresses de Charles II de Navarre.
Occupée par les Anglais comme le reste de la Normandie, Conches est reprise par les troupes françaises du roi Charles VII en mai 1449.

### Temps modernes
Sous l'Ancien Régime, Conches est un petit centre administratif de Normandie puisqu'il est chef-lieu de sous-bailliage, d'élection et accueille un subdélégué et un grenier à sel. Elle dépend du comté et du bailliage d'Évreux. C'est aussi un centre économique grâce notamment à la présence de grosses forges. Un temple protestant est installé à Conches vers 1560. Les Ligueurs s'emparent de la ville.

### Révolution française et Empire
En 1793, les officiers municipaux de la commune sont envoyés devant le tribunal révolutionnaire pour complicité avec les fédéralistes.

### Époque contemporaine
La gare de Conches, sur la ligne de Mantes-la-Jolie à Cherbourg, est mise en service en 1855 par la Compagnie des chemins de fer de l'Ouest, facilitant les déplacements des personnes et le transport des marchandises. De 1866 à 1970, elle est élagement le terminus de la ligne de Saint-Martin-d'Écublei à Conches.
Le 24 octobre 1933, le train Caen-Paris déraille à Conches-en-Ouche sur le viaduc de Saint-Élier. Des voitures se décrochent et tombent dans la rivière. L'accident fait trente-six morts, dont l'universitaire caennais Pierre Villey, et de nombreux blessés.
Un terrain d'aviation est aménagé en 1939 par l’Armée de l’air française  sur des terrains réquisitionnés situés à 2,5 km au sud-est de Conches en bordure sud de la RD 140 reliant Conches à Damville. Il est occupé et agrandi à partir de 1941, durant la Seconde Guerre mondiale, par la Luftwaffe, amenant à la destruction du hameau de Maubreuil et du village de Nagel pour en libérer l'emprise. Les Allemands aménagent deux pistes bétonnées perpendiculaires de 11 600 m et 1 800 m de longueur et 90 m de largeur, desservies par une voie de circulation périphérique les reliant à 28 hangars-abris. L'aérodrome est détruit par les bombardements alliés qui labourent littéralement les pistes d’envol, principalement à leur croisement. L'aérodrome, dont l'utilisation civile avait été envisagée en 1946/1947, est abandonné par un arrêté ministériel d'avril 1949 l’interdisant à la circulation aérienne publique. Le Centre national d'études des télécommunications est autorisé en 1959 par le ministre de la Défense nationale à établir un centre de réception expérimental sur l’extrémité sud-est de la piste de 1 600 m. et les autres emprises sont restituées ou cédées.

## Politique et administration

### Rattachements administratifs et électoraux

#### Rattachements administratifs
La commune se trouve dans l'arrondissement d'Évreux du département de l'Eure.  
Elle était depuis 1793 le chef-lieu du canton de Conches-en-Ouche. Dans le cadre du redécoupage cantonal de 2014 en France, cette circonscription administrative territoriale a disparu, et le canton n'est plus qu'une circonscription électorale.

#### Rattachements électoraux
Pour les élections départementales, la commune est depuis 2014 le bureau centralisateur d'unj nouveau canton de Conches-en-Ouche porté de 25 à 31 communes.
Pour l'élection des députés, elle fait partie de la deuxième circonscription de l'Oise.

### Intercommunalité
Conches-en-Ouche est le siège de la communauté de communes du Pays de Conches, un établissement public de coopération intercommunale (EPCI) à fiscalité propre créé fin 1992  et auquel la commune a transféré un certain nombre de ses compétences, dans les conditions déterminées par le code général des collectivités territoriales.

### Tendances politiques et résultats
Lors des élections municipales de 2014 dans l'Eure, la liste PS menée par le maire sortant Alfred Recours est la seule candidate et obtient donc la totalité des 1 490 suffrages exprimés. Elle est élue en totalité et 13 de ses membres sont également conseillers communautaires.
Lors de ce scrutin où 45,64 % des électeurs se sont abstenus, 19,20 % des votants ont choisis un bulletin blanc ou nul.
Lors des élections municipales de 2020 dans l'Eure, la liste LREM menée par Jérôme Pasco — soutenu par le maire sortant Alfred Recours qui ne se représentait pas — est la seule candidate et obtient donc la totalité des 872 suffrages exprimés. Elle est élue en totalité et 12 de ses membres sont également conseillers communautaires.
Lors de ce scrutin marqué par la pandémie de Covid-19 en France où 67,14 % des électeurs se sont abstenus, 16,14 % des votants ont choisis un bulletin blanc ou nul.

### Liste des maires
| Période   | Période                      | Identité                     | Étiquette     | Qualité |
| --------- | ---------------------------- | ---------------------------- | ------------- | --- |
| 1789      | 1791                         | Charles Le Sage              |               | Ancien avocat aux juridictions royales de Conches |
| 1791      | 1793                         | Hyacinthe Nouvel             |               | |
| 1793      | 1794                         | Pierre Chartrier             |               | |
| 1794      | 1795                         | Louis Brétignières           |               | Gendre du précédent Charles Lesage. Louis de Brétignières comte de Nogent est avant la Révolution receveur particulier des Finances de l'Élection de Conches et receveur du Grenier à sel |
| 1795      | Mars-novembre                | Pierre Dugat                 |               | |
| 1795      | 1796                         | Pierre Échard                |               | |
| 1796      | 1797                         | Jean-Baptiste Saché          |               | |
| 1797      | Sept. - octobre              | Jean-Baptiste Hanquette      |               | |
| 1797      | 1798                         | Pierre Collet                |               | |
| 1798      | 1799                         | Charles Prévost              |               | |
| 1799      | Avril - août                 | Michel Chéron                |               | |
| 1799      | 1800                         | Charles Prévost              |               | |
| 1800      | 1801                         | Pierre Legendre              |               | |
| 1801      | 1829                         | Alexandre Du Fougy           |               | |
| 1829      | 1833                         | Pierre Lemenu                |               | |
| 1833      | 1840                         | Hyppolite Huet               |               | |
| 1840      | 1841                         | Louis Guérin                 |               | |
| 1841      | 1842                         | Michel Leroux                |               | |
| 1842      | 1848                         | Fulgence Lefort              |               | |
| 1848      | Mars - août                  | Claude Broutin-Dumanoir      |               | |
| 1848      | 1850                         | Christophe Prévost           |               | |
| 1850      | 1852                         | Michel Leroux                |               | |
| 1852      | Mars                         | Jean-Edmond Laumonier        |               | |
| 1852      | 1853                         | Joseph Bucaille              |               | |
| 1853      | 1855                         | Joseph Rougedemontant        |               | |
| 1855      | 1862                         | Christophe Prévost           |               | |
| 1862      | 1863                         | Simon Préaux                 |               | |
| 1863      | Mai - oct.                   | Jean-Edmond Laumonier        |               | |
| 1863      | 1868                         | Émile Réaume                 |               | |
| 1868      | Mai - août                   | Jean-Edmond Laumonier        |               | |
| 1868      | 1870                         | Edme Coin                    |               | |
| 1870      | 1872                         | Louis Guillot-Raffy          |               | |
| 1872      | 1873                         | Edme Coin                    |               | |
| 1873      | 1874                         | Alfred Payet                 |               | |
| 1874      | 1878                         | Louis Caille de Saint-Pierre |               | |
| 1878      | 1884                         | George Chignon               |               | |
| 1884      | 1888                         | Pierre De Tourlaville        |               | |
| 1888      | 1891                         | Paul Létaud                  | Conservateur  | Conseiller d'arrondissement de Conches-en-Ouche (1889 → 1895) |
| 1891      | 1894                         | Pierre Lalonde               |               | |
| 1894      | 1896                         | Honoré Dechervois            |               | |
| 1896      | 1899                         | Pierre de Tourlaville        |               | |
| 1899      | 1902                         | Paul Létaud                  |               | |
| 1902      | 1903                         | François Leveau              |               | |
| 1903      | 1908                         | Paul Létaud                  |               | |
| 1908      | 1914                         | Léon Robin                   |               | |
| 1914      | 1919                         | Gustave Anceaume             |               | |
| 1919      | 1925                         | Alfred Lepaul                |               | |
| 1925      | 1944                         | Pierre Guérin                |               | |
| 1944      | Juin - oct.                  | Francis Bigot                |               | |
| 1944      | 1945                         | Victor Bellavoine            |               | |
| 1945      | Mai - nov.                   | Francis Bigot                |               | |
| 1945      | 1953                         | Gaston Leperlier             | Rad.          | Huissier près le Tribunal civil d’Évreux Conseiller général de Conches-en-Ouche (1945 → 1949) Chevalier de la Légion d'honneur |
| 1953      | 1971                         | Paul Guilbaud                | RGR puis Rad. | Médecin Conseiller général de Conches-en-Ouche (1949 → 1985) |
| 1971      | 1977                         | Alain Barrère                |               | |
| mars 1977 | 1984                         | Paul Guilbaud                | MRG           | Conseiller général de Conches-en-Ouche (1949 → 1985) Président du conseil général de l'Eure (1979 → 1982) |
| 1984      | mai 2020                     | Alfred Recours,              | PS puis LREM  | Enseignant puis inspecteur de l'éducation nationale Président de la CC du Pays de Conches (1993 → 2020) Conseiller général de Conches-en-Ouche (1992 → 2001 et 2012 → 2015) Vice-président du conseil général de l’Eure (2012 → 2015) Député de l'Eure (2e circ) (1988 → 1993 et 1997 → 2002) Officier de l’Ordre national du Mérite |
| mai 2020  | En cours (au 1er avril 2025) | Jérôme Pasco                 | LREM, puis SE | Fonctionnaire territorial Président de la CC du Pays de Conches (2020 → ) Député suppléant de Fabien Gouttefarde (2017 → 2022) |

### Jumelages
Au 17 septembre 2018, Conches-en-Ouche est jumelée avec :
- Rhodes (Grèce), 6 février 1960 - 26 avril 1961. Ville de 62 000 habitants, chef-lieu de l’île de Rhodes. Nombreuses richesses historiques.
- Aulendorf (Allemagne), 28 avril 1960 - 20 août 1961. Ville située à mi-chemin du lac de Constance et du Danube. Nombreux échanges tous les ans avec cette ville.
- Wareham (Royaume-Uni), avril-septembre 1978. Ville de 5 000 habitants, située dans une région très touristique, chargée de souvenirs historiques.
- Człuchów (Pologne), octobre 1995. Ville historique de 13 343 habitants, située dans le Nord de la Pologne, à 100 km de Gdańsk. La communauté de communes est forte de plus de 15 000 habitants. Elle est au centre d’une région de forêts et de lacs.
- Longarone (Italie), depuis 1960. Ville de 4 021 habitants de la province de Belluno dans la région Vénétie.

## Population et société

### Démographie
L'évolution du nombre d'habitants est connue à travers les recensements de la population effectués dans la commune depuis 1793. Pour les communes de moins de 10 000 habitants, une enquête de recensement portant sur toute la population est réalisée tous les cinq ans, les populations de référence des années intermédiaires étant quant à elles estimées par interpolation ou extrapolation. Pour la commune, le premier recensement exhaustif entrant dans le cadre du nouveau dispositif a été réalisé en 2006.

En 2022, la commune comptait 4 860 habitants, en évolution de −3,44 % par rapport à 2016 (Eure : −0,25 %, France hors Mayotte : +2,11 %).
| 1793  | 1800  | 1806  | 1821  | 1831  | 1836  | 1841  | 1846  | 1851  |
| ----- | ----- | ----- | ----- | ----- | ----- | ----- | ----- | ----- |
| 2 118 | 1 918 | 1 952 | 1 725 | 2 056 | 2 074 | 2 094 | 2 135 | 2 075 |

| 1856  | 1861  | 1866  | 1872  | 1876  | 1881  | 1886  | 1891  | 1896  |
| ----- | ----- | ----- | ----- | ----- | ----- | ----- | ----- | ----- |
| 1 924 | 1 945 | 2 482 | 2 035 | 2 105 | 2 094 | 2 249 | 2 207 | 2 157 |

| 1901  | 1906  | 1911  | 1921  | 1926  | 1931  | 1936  | 1946  | 1954  |
| ----- | ----- | ----- | ----- | ----- | ----- | ----- | ----- | ----- |
| 2 204 | 2 292 | 2 396 | 2 577 | 2 375 | 2 432 | 2 422 | 2 726 | 2 760 |

| 1962  | 1968  | 1975  | 1982  | 1990  | 1999  | 2006  | 2011  | 2016  |
| ----- | ----- | ----- | ----- | ----- | ----- | ----- | ----- | ----- |
| 3 028 | 3 534 | 3 785 | 3 854 | 4 009 | 4 280 | 4 982 | 4 978 | 5 033 |

| 2021  | 2022  | - | - | - | - | - | - | - |
| ----- | ----- | - | - | - | - | - | - | - |
| 4 905 | 4 860 | - | - | - | - | - | - | - |

## Culture locale et patrimoine

### Lieux et monuments

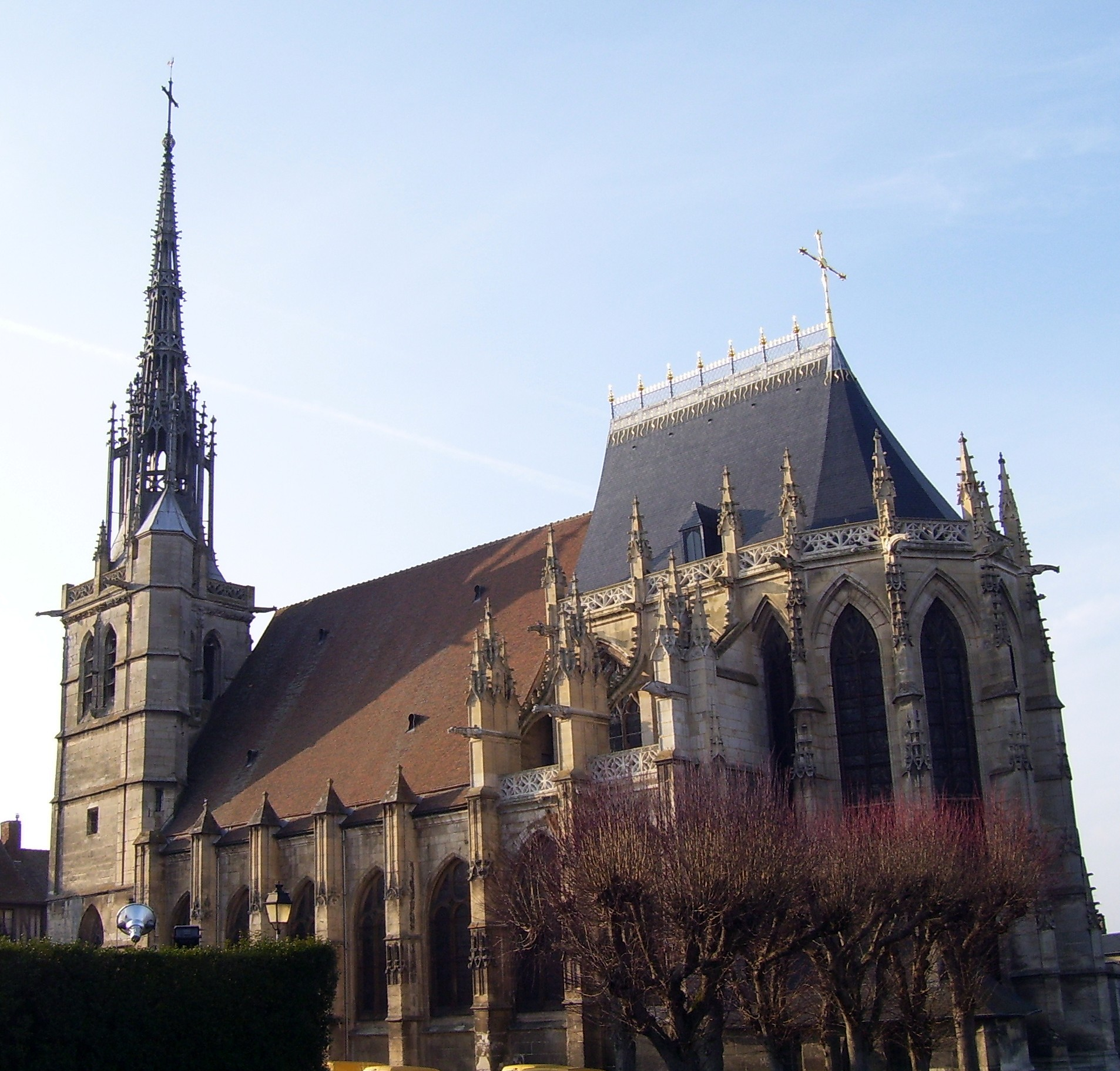
Église Sainte-Foy.

La commune de Conches-en-Ouche compte trois édifices classés ou inscrits au titre des monuments historiques :
- L'église Sainte-Foy (XIIIe, XIVe et XVIe siècles)  Classée MH (1840)[59]. Le chœur de l’église de style gothique flamboyant (voûtes divisées par des liernes et des tiercerons dont les moulures prismatiques retombent le long des piles qui séparent les fenêtres) au chevet à sept pans date de la fin du XVe – XVIe siècle. La tour méridionale est coiffée d’une flèche de cinquante-six mètres de hauteur qui est la copie exacte de celle qui s’écrasa, un soir de tempête en 1842. Les vitraux de Sainte-Foy de Conches, réalisés entre 1535 et 1550 par le maître-verrier Romain Buron, constituent un des exemples les plus remarquables de l’art verrier du milieu du XVIe siècle en Normandie. On y trouve également la pierre tombale de Guillaume de Conches datant du XIIe siècle.

- Le château fort dont subsiste principalement le donjon et sa chemise (XIe siècle)  Classé MH (1886)[60]. Ce château fut construit à la fin du XIe siècle par la famille de Tosny, seigneur de Conches. Il fut l'objet de plusieurs sièges, notamment, lors de la guerre de Cent Ans pendant laquelle il fut occupé plusieurs fois par les Anglais.

- L'ancienne abbaye (XIe, XVe et XVIIe siècles)  Inscrite MH (2002)[61]. Il en reste quelques vestiges, notamment un bâtiment du XVIIIe siècle auquel sont accolés quatre arcs-boutants et les piliers de l'aile sud de l'ancien cloître, le pressoir et sa cave en colombages XVIe et une galerie souterraine qui servait de cellier XIIIe.

Sont également à signaler :
- Le Saint-Jacques. Face à l'église, un ensemble de maisons à colombages du XVe siècle correspond à l'ancienne prévôté. On peut y voir des caves à étages. La grande salle des gardes est voûtée avec de petits cachots creusés dans un épais mur. La salle romane, XIIe siècle, donne sur un très long couloir qui aboutit aux anciennes oubliettes datant du XIe siècle.

- L'arboretum. Le parc du Rouloir comprend 122 arbres européens, asiatiques et américains. Le « Conservatoire de pommiers » regroupe 92 variétés de pommiers. Le parc, situé en bas du centre-ville, accueille tous les ans le festival de la « Fête de la Pomme ».

- Le musée du Terroir, situé au centre de l'arboretum, retrace tout ce qui a trait à la vie domestique et artisanale en milieu rural à la fin du XIXe et début du XXe siècle. Il comporte, notamment, des milliers d'objets se reportant aux métiers d'autrefois dans le pays d'Ouche, un bâtiment consacré à la pomme (pressoir, cidre), un four à pain, etc..

- Le musée du verre, de la pierre et du livre présente, depuis 1996, une collection d'art verrier, constituée de vitraux réalisés par François Décorchemont, d'objets d'arts décoratifs et de sculptures en verre. Depuis juin 2022, il occupe le site de l'ancienne abbaye.

- La maison des arts et du tourisme : cette maison à pans de bois accueille l'office de tourisme du Pays de Conches[62].

- La statue de Maurice-Quentin de La Tour, située dans le parc, réalisée par Firmin Michelet.

- Pistes allemandes d'aviation. Le terrain, qui forme un pentagone irrégulier, fait environ 2 kilomètres de large et s'étale également sur les communes du Fresne, du Mesnil-Hardray et de Nagel. En 1940, il comprend deux grands axes de pistes en béton avec 36 hangars, une tour de contrôle, un garage de réparation, des postes de tir et un blockhaus. Jusqu'à 4 000 personnes y ont travaillé. Il subsiste aujourd'hui quelques socles de hangar et une grande partie des pistes[63].

### Personnalités liées à la commune
- Famille de Tosny, famille de la noblesse normande dont des membres sont les seigneurs et fondateurs de la ville de Conches, notamment Roger Ier de Tosny.
- Guillaume de Conches né autour de 1080 et mort vers 1150 ou peu après (dates approximatives) à  Conches-en-Ouche, grammairien, philosophe et théologien médiéval lié à l'École de Chartres.
- La famille du dramaturge Pierre Corneille (1606-1684), est originaire de Conches.

- Louis Marie Turreau (1756-1816), général des armées de la République et de l'Empire y est décédé.
- Victor-Amédée Barbié du Bocage (1832-1890), géographe et essayiste, mort au château de Quenet, près de Conches, le 11 octobre 1890.
- Constantin Le Roux (1850-1909), artiste peintre est mort à Conches.
- François Décorchemont (1880-1971), maître verrier qui réalisa les vitraux de très nombreuses églises dans l'Eure et de l'église Sainte-Odile à Paris, est né et mort à Conches.
- André Plantain (1901-1967), homme politique y est né.
- Guy Claisy (1924-), cycliste sur piste et sur route, y est né
- Gaël Monthurel (1966-) handballeur international français, il fait partie des barjots qui remportent une médaille de bronze aux Jeux olympiques de 1992 à Barcelone, la médaille d'argent au championnat du monde 1993 et enfin le titre de champion du monde en 1995.

### Conches dans les arts et la culture
- Quelques scènes du film Le Rosier de madame Husson, réalisé par Jean Boyer et sorti en 1950, avec Bourvil et Jacqueline Pagnol, ont été tournées dans la commune.
- Quelques scènes du film Le Trou normand, réalisé par Jean Boyer et sorti en 1952, avec Bourvil et Brigitte Bardot, ont été tournées dans la commune.

C’est à Conches que Diderot place un épisode de Jacques le fataliste et son maître (1773/1775). Le maître de Jacques s’y fait voler sa montre, et Jacques la lui fait restituer le lendemain.
Plusieurs épisodes de l’œuvre de Jean de La Varende se déroulent à Conches-en-Ouche.

### Héraldique
| Blason de Conches-en-Ouche | Blason  | D’or, à la bande d’azur, chargée de trois coquilles d’argent |
| Blason de Conches-en-Ouche | Détails | Les armes de la ville seraient celles des seigneurs de Conches : « une bande d’azur chargée de trois coquilles d’argent sur fond or », les coquilles témoignant de leur passage à Compostelle. |

## Pour approfondir